# لیونل موریرا
لیونل موریرا (انگلیسی: Leonel Moreira؛ زادهٔ ۴ آوریل ۱۹۹۰) بازیکن فوتبال اهل کاستاریکا است.
از باشگاه‌هایی که در آن بازی کرده‌است می‌توان به تیم ملی فوتبال کاستاریکا اشاره کرد.
وی همچنین در تیم ملی فوتبال Costa Rica بازی کرده‌است.